# Ársaces I da Pártia
Ársaces I (em grego clássico: Ἀρσάκης; romaniz.: Arsákes; em parta: 𐭀𐭓𐭔𐭊; romaniz.: Aršak; em persa: اشک; romaniz.: Ašk) foi o primeiro xá da Pártia, bem como fundador e epônimo de sua dinastia, governando de 247 a 217 a.C.. Líder dos parnos, uma das três tribos da confederação dos daas, fundou sua dinastia em meados do século III a.C., quando tomou a satrapia da Pártia (hoje dividida entre o Turcomenistão e Irã) de Andrágoras, que se rebelou contra o Império Selêucida. Passou o resto de seu reinado consolidando seu governo na região e interrompeu com sucesso os esforços selêucidas para retomar a Pártia. Com as suas conquistas, se tornou uma figura popular entre os xás arsácidas, que usavam seu nome como título honorífico real. Na época de sua morte, lançou as bases de um estado forte, que depois se transformaria num império sob seu sobrinho bisneto Mitrídates I (r. 171–132 a.C.), que assumiu o antigo título real do Oriente Próximo de xainxá (rei de reis). Ársaces foi sucedido por seu filho, Ársaces II (r. 217–191 a.C.).
As fontes literárias sobre ele são muito escassas e vem exclusivamente de relatos gregos e romanos contraditórios escritos séculos depois de sua morte. Como resultado, seu reinado é pouco conhecido. Sua existência foi até questionada por estudiosos modernos, até que novos estudos e descobertas arqueológicas confirmaram sua identidade na década de 1960.

## Nome
Arsacēs é a forma latina do grego Arsácēs (Ἀρσάκης), que por sua vez derivou do parta Aršak (𐭀𐭓𐭔𐭊). O equivalente em persa era Aršaka- (𐎠𐎼𐏁𐎣). O nome é o diminutivo de iraniano antigo Aršan, que significa "herói". O nome também foi usado por alguns dos governantes do Império Aquemênida, incluindo Artaxerxes II (r. 404–358 a.C.), a quem os arsácidas consideravam seu progenitor.

## Antecedentes
As fontes sobre Ársaces divergem muito. É mais conhecido por fontes gregas e romanas, que eram hostis a ele e sua dinastia devido às Guerras Romano-Partas posteriores. Na história nacional iraniana, sua ascendência remonta a várias figuras míticas, como Ciacobado, Cai Araxe, Dara II ou Araxe, a heroica figura do arqueiro; A afiliação com Araxe se dá pela semelhança entre seus nomes e moedas de Ársaces imitando-o como arqueiro. De acordo com o historiador romano Amiano Marcelino, foi um bandido de baixo nascimento, que invadiu e conquistou a Pártia, matando seu sátrapa Andrágoras, que havia recentemente declarado independência do helenístico Império Selêucida.

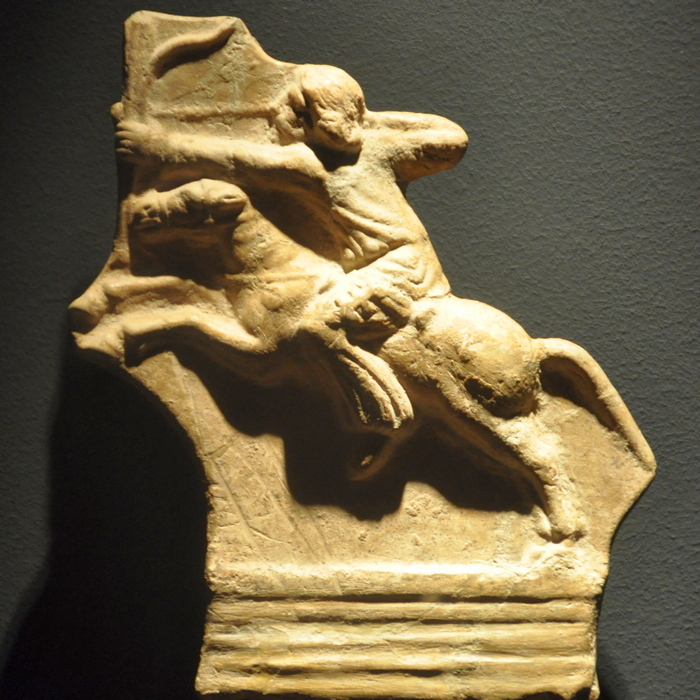
Cavaleiro montado parta em artefato do Palazzo Madama de Turim

A teoria mais aceita é a do geógrafo grego Estrabão: segundo ele, era um chefe cita ou báctrio que se tornou o líder dos parnos, uma das três tribos da confederação dos daas da Ásia Central. Os daas confiavam em sua força totalmente a cavalo e, portanto, possuíam uma força extremamente móvel, que foi capaz de recuar para o sul do mar de Aral quando em perigo. Por causa disso, outros impérios enfrentaram complicações em seus esforços para tentar controlá-los. Viveram originalmente no entorno do rio Jaxartes no século IV a.C., mas gradualmente se moveram para o sul, possivelmente no início do século III a.C.. Primeiro migraram para o sudeste para Báctria, mas foram expulsos e, como resultado, mudaram seu curso para o oeste. Gradualmente começaram a se estabelecer na Pártia, uma região na parte sudeste do mar Cáspio, que quase correspondia à atual província de Coração do Irã e ao sul do Turcomenistão. A região estava então sob o domínio dos selêucidas. Em 282/1 a.C., a Pártia estava sob considerável influência dos parnos, mas estes não foram os únicos a migrar à Pártia, já que a região recebia constantemente novas ondas de migrantes iranianos do norte.
Os parnos eram uma tribo iraniana oriental, que praticava o politeísmo iraniano. Em meados do século III a.C., entretanto, haviam sido assimilados pela cultura parta local; adotaram o parta, uma língua iraniana do noroeste, e se tornaram adeptos da religião zoroastrista, chegando a se dar nomes zoroastristas, como o pai de Ársaces, Friapites, cujo nome foi derivado do avéstico *Friya pitā ("pai-amante").[a] O próprio Ársaces provavelmente nasceu e foi criado na Pártia, falando a língua parta. De acordo com o historiador francês Jérôme Gaslain, poderia ter passado grande parte de sua vida nas terras selêucidas, e pode até ter pertencido à elite local da Pártia. Os daas frequentemente serviram como arqueiros a cavalo nos exércitos dos governantes gregos, desde o macedônio Alexandre, o Grande (r. 336–323 a.C.) até o selêucida Antíoco III (r. 222–187 a.C.). Isso implica que Ársaces, que é descrito como um "soldado experiente" nos registros clássicos, pode ter servido como mercenário sob os governantes selêucidas ou seus governadores.

## Reinado
Em c. 250 a.C., Ársaces e seus seguidores parnos apreenderam Astauena, que ficava perto do vale do Atreque. Alguns anos depois, provavelmente em c. 247 a.C., foi coroado rei em Arsácia, uma cidade que fundou e que serviu como a necrópole real arsácida. Em geral, presume-se que sua coroação em Arsácia marcou o início da dinastia. Por volta de 245 a.C., Andrágoras, governador da província selêucida da Pártia, proclamou sua independência do rei Seleuco II Calínico (r. 246–225 a.C.), e fez de sua província um reino independente. Após a secessão da Pártia do Império Selêucida e a resultante perda de apoio militar selêucida, Andrágoras teve dificuldade em manter suas fronteiras, e por volta de 238 a.C. - sob o comando de Ársaces e seu irmão Tirídates I, os parnos invadiram a Pártia e assumiram controle de Astabena (Astaua) de Andrágoras, a região norte daquele território, cuja capital administrativa era Astauena.
Pouco tempo depois, os parnos capturaram o resto da Pártia de Andrágoras, matando-o no processo. Com a conquista da província, os arsácidas passaram a ser conhecidos como partos nas fontes gregas e romanas. Este termo também tem sido usado regularmente por autores ocidentais modernos, no entanto, e de acordo com o historiador moderno Stefan R. Hauser "deve ser abandonado porque transmite uma ideia incorreta de uma classe dominante étnica dentro da população multiétnica e multilíngue". A província vizinha da Hircânia foi conquistada pouco depois. Uma expedição de recuperação pelos selêucidas sob Seleuco II foi feita em 228 a.C., o que se mostrou problemático para Ársaces, que estava ao mesmo tempo em guerra com Diódoto II (r. 239–220 a.C.) do Reino Greco-Báctrio. A fim de evitar combates em duas frentes, Ársaces concluiu rapidamente um tratado de paz com Diódoto.
Apesar disso, não foi capaz de impedir a expedição selêucida e foi forçado a deixar a Pártia à Ásia Central, onde se refugiou com os apasíacas. A conquista selêucida teve curta duração; devido a problemas nas porções ocidentais do Império Selêucida, Seleuco II foi forçado a deixar a Pártia, abrindo a Ársaces a oportunidade de recuperar seus territórios perdidos e provavelmente também expandir seu domínio mais ao sul. Na verdade, a retirada de Ársaces para os apasíacas foi talvez um movimento estratégico, uma vez que Seleuco II não possuía os recursos para persegui-lo nem o tempo para concluir um tratado de paz. Ársaces também fez uma aliança com os greco-báctrios, o que confirma que o contato entre as duas potências provavelmente foi estabelecido há muito tempo. De acordo com o historiador romano Justino, Ársaces "estabeleceu o governo parta, recrutou soldados, construiu fortalezas e fortaleceu suas cidades." Além de Arsácia, também fundou a cidade de Dara no Monte Zapaortenão, um lugar na Pártia. Nisa, também fundada por Ársaces, seria então usada como residência real dos arsácidas até o século I a.C..

### Sucessão

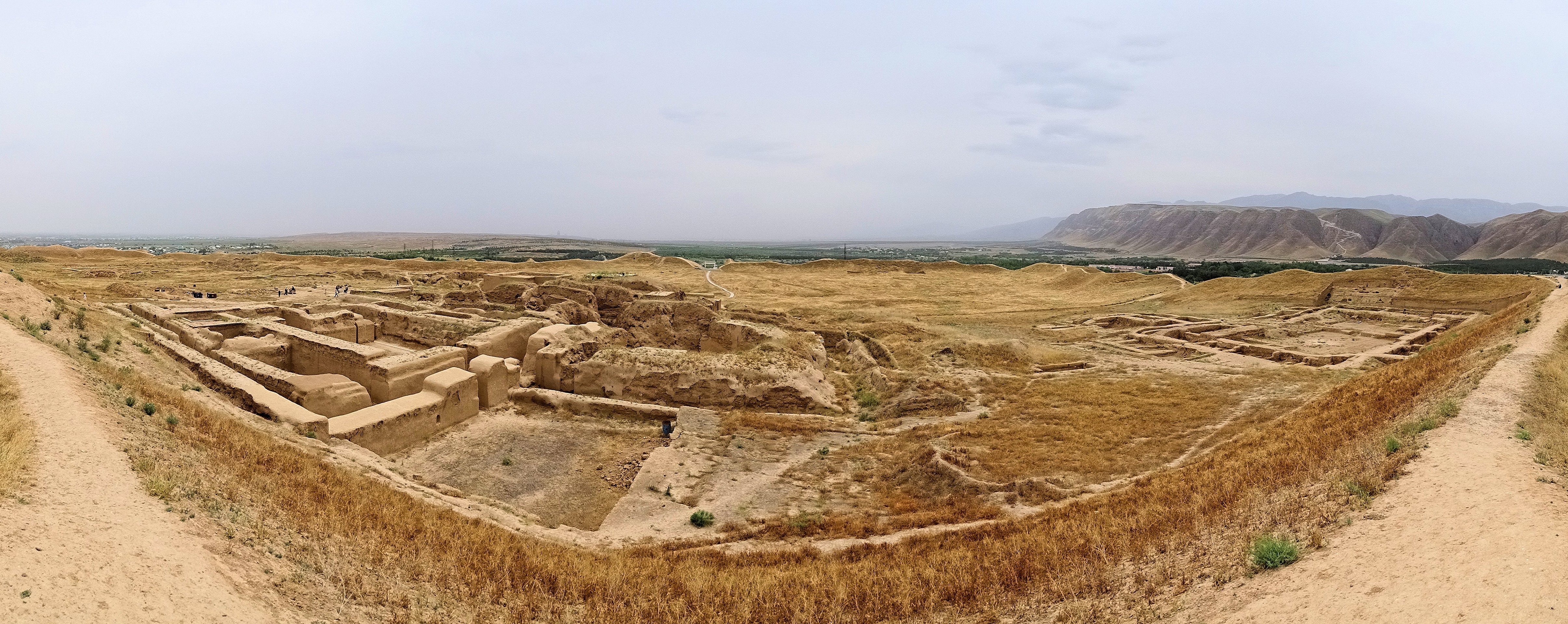
Panorâmica de Nisa

Por muito tempo, a linha de sucessão de Ársaces e, em certa medida, sua historicidade, não eram claras. A narrativa agora obsoleta da fundação da dinastia por Ársaces e seu irmão Tirídates, que lideraram a revolta dos parnos juntos, foi estabelecida por Jean Foy-Vaillant em 1725. Ele e gerações de estudiosos pensaram que após a morte de Ársaces, Tirídates o sucedeu como rei. Isso levou a algumas teorias diferentes, incluindo uma que considerava Ársaces uma figura lendária, ao mesmo tempo que atribuía a fundação dos Arsácidas a Tirídates. Entre 1957 e 1962, Józef Wolski publicou uma série de artigos com a visão oposta: considerava Ársaces o fundador dos arsácidas, e Tirídates como lendário. Esta teoria desde então tem sido apoiada - com pequenas divergências - pela maioria dos estudiosos, até sua confirmação pela descoberta em Nisa de um óstraco com o nome de Ársaces. Além disso, dados numismáticos e análises recentes das fontes levaram à conclusão de que Tirídates é de fato fictício, e que Ársaces continuou a governar até sua morte em 217 a.C., quando foi sucedido por seu filho Ársaces II.

## Cunhagem

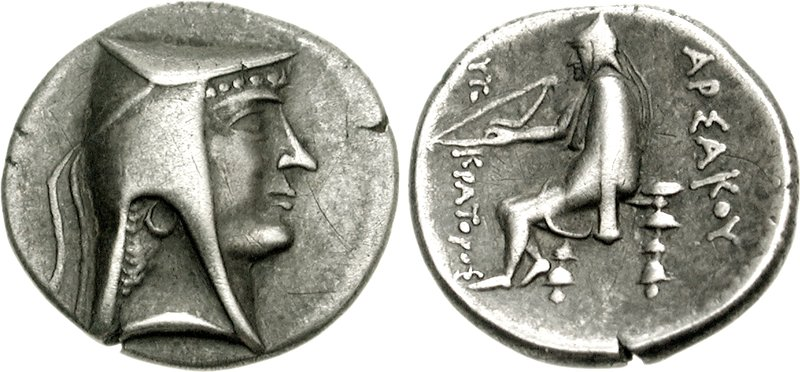
Dracma de Ársaces emitido em Nisa

Em essência, as moedas de Ársaces "forneceram o protótipo para todas as moedas arsácidas subsequentes, embora sofrendo algumas alterações". Khodadad Rezakhani acrescenta que suas moedas levaram muitos elementos estilísticos dos selêucidas e das edições satrapais aquemênidas anteriores, mas mesmo assim fez várias inovações que os diferenciaram daqueles de seus predecessores. De acordo com Alireza Shapour Shahbazi, em suas moedas, Ársaces "deliberadamente diverge das moedas selêucidas para enfatizar suas aspirações nacionalistas e reais"; a figura selêucida típica de Apolo sentado no onfalo e segurando um arco é substituída por um arqueiro imitando Ársaces,[b] que está sentado em um banquinho (feito da mesma maneira que alguns sátrapas aquemênidas, como Datames) enquanto usa roupas sacas e um boné macio, conhecido como cirbásia. Algumas das inscrições em suas moedas o chamam de kārny[c] (o equivalente grego sendo autocrator), que era um título usado por proeminentes líderes militares aquemênidas, como Ciro, o Jovem.[d]
Aparentemente, Ársaces usou a cidade que fundou - Nisa - como local para suas casas da moeda. As moedas de Ársaces foram cunhadas em prata e bronze. Os dracmas de prata (que se tornariam a denominação principal dos arsácidas) representam seu perfil sem barba no anverso, olhando à direita, semelhante a representações de membros da realeza selêucida em moedas. De acordo com Fabrizio Sinisi, da mesma forma, o arqueiro sentado no reverso está virado à esquerda. A legenda grega ΑΡΣΑΚΟΥ ΑΥΤΟΚΡΑΤΟΡΟΣ está inscrita em duas linhas verticais nas laterais dos dracmas, de forma semelhante às moedas selêucidas. Independentemente dessas características, Sinisi observa que as moedas são "imediatamente reconhecíveis como emitidas por um governante não grego". Por exemplo, Ársaces usa o boné pontiagudo no anverso, semelhante às moedas da era Aquemênida, assim como o arqueiro no reverso que está vestido com um traje de montaria iraniano.

## Legado
O prestígio de Ársaces durou muito depois de sua morte. Um fogo eterno em sua homenagem ainda era guardado na cidade de Arsácia mais de dois séculos após sua morte, conforme relatado por Isidoro de Cárax. Isso indica que o ato de declarar um rei teve um significado religioso.  Provavelmente serviu como o fogo dinástico dos arsácidas, possivelmente criado para destacar que eram herdeiros do Império Aquemênida. Devido a suas realizações, se tornou conhecido como "pai da nação", e seu nome se tornou um título honorífico real que foi usado por todos os monarcas arsácidas por admiração por suas realizações.[e] Uma reivindicação fictícia mais tarde foi feita a partir do século II a.C. pelos arsácidas, que representavam Ársaces como descendente do xainxá aquemênida Artaxerxes II (r. 404–358 a.C.).
A família de Ársaces governaria por quatro séculos e meio, até que foi derrubada pelo Império Sassânida em 224 d.C.. Mesmo assim, no entanto, os descendentes de Ársaces continuaram a exercer considerável influência e autoridade; uma das sete grandes casas do Irã, a Casa de Carano, produziu várias figuras importantes na história iraniana, como o vizir Burzemir do século VI e o príncipe e rebelde Maziar (r. 817–839) do século IX. Os arsácidas também desempenharam papel importante na história do Cáucaso; Armênia, Albânia e Ibéria eram governados por ramos da dinastia arsácida. De acordo com Procópio, mesmo no século VI a nobreza armênia ainda se lembrava de sua herança arsácida e do caráter de Ársaces.